# 童便軍
童便軍（どうべんぐん）とは、李氏朝鮮の時代に内医院に属した少年の奴婢で、薬用の小便を出す役目のことである。所属する少年を童便軍士とも言う。
なお、童便は「子供のおしっこ」の意味で、漢方医学では一般に薬用される。

## 概要
朝鮮の法『六典條例』によれば、定員3名で、容姿端麗の少年（男児）が王宮に仕えた。朝鮮医学の処方集『方薬合編』では、12歳未満の少年のおしっこは、虚労・頻尿・遺精・壮陽（＝精力増進）・補陰（＝漢方用語で口内や皮膚、目の乾燥を補う）・咽喉口舌の瘡腫に、薬用効能があるとされ、これを調達するために所属させた。
新鮮なものが良いとされたので、王の行幸にも常に随行し、王が不快を覚えたらすぐに排尿すべく訓練されており、足を冷水に浸すと尿意を及ぼすように条件反射がつけらされていた。朝鮮の王は、この尿をそのまま飲んだり、薬に調合して飲んだり塗ったりした。